# Ectinosoma vervoorti
Ectinosoma vervoorti är en kräftdjursart som beskrevs av Soyer 1971. Ectinosoma vervoorti ingår i släktet Ectinosoma och familjen Ectinosomatidae. Inga underarter finns listade i Catalogue of Life.